# José Luis Rodríguez García
José Luis Rodríguez García (Loeches, Comunitat de Madrid, 30 d'abril de 1966) va ser un ciclista espanyol, que fou professional entre 1989 i 1998. Quan era amateur va participar en els Jocs Olímpics de Seül, en la prova de contrarellotge per equips.
Va ser president de l'Associació Espanyola de Ciclistes Professionals.

## Palmarès
- 1985
  - 1r a la Volta a Segòvia i vencedor d'una etapa
- 1991
  - 1r al Trofeu Castella i Lleó i vencedor d'una etapa
- 1993
  - 1r al Trofeu Castella i Lleó
- 1995
  - Vencedor d'una etapa de la Volta a Burgos
- 1997
  - 1r al Trofeu Castella i Lleó

### Resultats al Tour de França
- 1990. 92è de la classificació general
- 1998. Abandona (16a etapa)

### Resultats a la Volta a Espanya
- 1991. 31è de la classificació general
- 1992. 89è de la classificació general
- 1993. 67è de la classificació general
- 1994. 37è de la classificació general
- 1995. 68è de la classificació general
- 1996. 65è de la classificació general
- 1997. 58è de la classificació general
- 1998. 64è de la classificació general

### Resultats al Giro d'Itàlia
- 1989. Abandona
- 1990. 101è de la classificació general
- 1992. Abandona
- 1995. Abandona